# Lijst van brutoformules Cm-Co
Dit lemma is onderdeel van de lijst van brutoformules. Dit lemma behandelt de brutoformules van Cm (curium) tm Co (kobalt).

## Cm
| Brutoformule                        | Gewone formule                | Naam |
| ----------------------------------- | ----------------------------- | --- |
| {\displaystyle {\ce {Cm}}}          | {\displaystyle {\ce {Cm}}}    | Curium Californium, curium in de productie van |
| {\displaystyle {\ce {Cm}}}-isotopen | {\displaystyle {\ce {Cm}}}    | Isotopen van curium 232Cm · 233Cm · 234Cm · 235Cm · 236Cm · 237Cm · 238Cm · 239Cm · 240Cm · 241Cm 242Cm · 243Cm · 244Cm · 245Cm · 246Cm · 247Cm · 248Cm · 249Cm · 250Cm · 251Cm 252Cm |
| {\displaystyle {\ce {CmCl3}}}       | {\displaystyle {\ce {CmCl3}}} | Curium(III)chloride ~ uit Curium(III)oxide |
| {\displaystyle {\ce {CmO2}}}        | {\displaystyle {\ce {CmO2}}}  | Curium(IV)oxide ~ in bereiding Curium(III)oxide |
| {\displaystyle {\ce {Cm2O3}}}       | {\displaystyle {\ce {Cm2O3}}} | Curium(III)oxide |

## Cn
| Brutoformule                        | Gewone formule             | Naam |
| ----------------------------------- | -------------------------- | --- |
| {\displaystyle {\ce {Cn}}}          | {\displaystyle {\ce {Cn}}} | Copernicium |
| {\displaystyle {\ce {Cn}}}-isotopen | {\displaystyle {\ce {Cn}}} | Isotopen van copernicium 275Cn · 276Cn · 277Cn · 278Cn · 279Cn · 280Cn · 281Cn · 282Cn · 283Cn · 283mCn · 284Cn · 285Cn · 285mCn |

## Co
| Brutoformule                         | Gewone formule                       | Naam |
| ------------------------------------ | ------------------------------------ | --- |
| {\displaystyle {\ce {Co}}}           | {\displaystyle {\ce {Co}}}           | Kobalt |
| {\displaystyle {\ce {Co}}}-isotopen  | {\displaystyle {\ce {Co}}}           | Isotopen van kobalt 47Co · 48Co · 49Co · 50Co · 51Co · 52Co · 53Co · 54Co · 55Co · 56Co 57Co · 58Co · 59Co · 60Co · 61Co · 62Co · 63Co · 64Co · 65Co · 66Co 67Co · 68Co · 69Co · 70Co · 71Co · 72Co · 73Co · 74Co · 75Co |
| {\displaystyle {\ce {Co}}}-mineralen | {\displaystyle {\ce {Co}}}           | Kobalthoudend mineraal |
| {\displaystyle {\ce {CoF2}}}         | {\displaystyle {\ce {CoF2}}}         | Kobalt(II)fluoride |
| {\displaystyle {\ce {CoF3}}}         | {\displaystyle {\ce {CoF3}}}         | Kobalt(III)fluoride ~ in de organofluorchemie |
| {\displaystyle {\ce {CoI2}}}         | {\displaystyle {\ce {CoI2}}}         | Kobalt(II)jodide |
| {\displaystyle {\ce {CoK3N6O12}}}    | {\displaystyle {\ce {K3[Co(NO2)6]}}} | Aureoline |
| {\displaystyle {\ce {CoN2O6}}}       | {\displaystyle {\ce {Co(NO3)2}}}     | Kobalt(II)nitraat |
| {\displaystyle {\ce {CoO4S}}}        | {\displaystyle {\ce {CoSO4}}}        | Kobalt(II)sulfaat |
| {\displaystyle {\ce {CoO}}}          | {\displaystyle {\ce {CoO}}}          | Kobalt(II)oxide ~ als kobaltblauw ~ als kleurstof |
| {\displaystyle {\ce {Co2O3}}}        | {\displaystyle {\ce {Co2O3}}}        | Kobalt(III)oxide |
| {\displaystyle {\ce {Co2O4Sn}}}      | {\displaystyle {\ce {Co2SnO4}}}      | Kobalt(II)stannaat ~ in Ceruleumblauw |
| {\displaystyle {\ce {Co2O12S3}}}     | {\displaystyle {\ce {Co2(SO4)3}}}    | Kobalt(III)sulfaat |
| {\displaystyle {\ce {Co3O4}}}        | {\displaystyle {\ce {Co3O4}}}        | Kobalt(II,III)oxide |
| {\displaystyle {\ce {Co3O8P2}}}      | {\displaystyle {\ce {Co3(PO4)2}}}    | Kobaltfosfaat |
| {\displaystyle {\ce {Co3Se4}}}       | {\displaystyle {\ce {Co3Se4}}}       | Bornhardtiet Mineraal, bornhardtiet als |